# オレゴン (バンド)
オレゴン（Oregon）は、1970年にラルフ・タウナー、ポール・マッキャンドレス、コリン・ウォルコット、グレン・ムーアによって結成されたアメリカ合衆国のジャズとワールド・ミュージックのグループである。

## 略歴
ラルフ・タウナーとグレン・ムーアは、オレゴン大学の学生として1960年に出会って以来、友人であり、時として協力者であった。1969年まで、両名ともニューヨークに住んで働いているミュージシャンだった。フォーク・シンガーのティム・ハーディンとコラボレーションしている間、彼らはワールド・ミュージックのパイオニアであるポール・ウィンターの「コンソート」アンサンブルを紹介され、そこには特にタウナーが非公式のデュオとして即興を始めることとなったメンバー、コリン・ウォルコットがいた。1970年まで、タウナーとムーアはウィンター・コンソートに加わり、後に仲間となるマッキャンドレスと出会うことになる。4人は自分たちで即興演奏を模索し始めたが、彼らの貢献は、タウナーの「Icarus」のような作曲作品にてウィンター・コンソートの「サウンド」を再定義することにおいて、絶大な影響を与え続けた。
4人のミュージシャンは1970年に最初のグループとしてのレコーディングを行ったが、リリースされる前にレーベルの「Increase Records」が倒産してしまった（最終的には1980年にヴァンガード・レコードから『アワ・ファースト・レコード』として発表された）。オレゴン（元々は「Thyme — Music of Another Present Era」と名付けられていた。オレゴンへの名前の変更はマッキャンドレスによって提案された）は、1971年にニューヨークで「正式な」デビューをすることとなった。
グループの最初のリリースとなったアルバム『北の星』は1972年にヴァンガードから発表された（4人はECMレコードにてレコーディングを行っていたが、それは1973年のアルバム『ブルージョ (Trios / Solos)』として「ラルフ・タウナー・ウィズ・グレン・ムーア」名義でリリースされた）。これらの最初のレコーディングと、続くアルバム『遥かなる丘』（1973年）、『冬の陽』（1974年）（すべてヴァンガードから発売）によって、オレゴンは、その頃の主要な即興グループの1つとしての地位を確立し、ジャズ、フォーク、スペース・ミュージック、アヴァンギャルド・ジャズといった要素と共に、インドの伝統音楽と西洋のクラシック音楽を融合していった。グループは1970年代を通じてヴァンガードから数多くのアルバムをリリースし、1978年から1980年の間にエレクトラ/アサイラムで3枚のレコードを制作した（高く評価されている『アウト・オブ・ザ・ウッズ - 森の中から』や、1979年後半にカーネギー・ホールとカナダで行ったパフォーマンスからのライブ・レコーディングを含む）。
メンバー個々のプロジェクト（1980年のウォルコットの娘の誕生を含む）に専念した2年間の活動休止の後、グループは再編成し、ECMレコードのためにレコーディングを行い、1983年にバンド名を冠したアルバム『オレゴン』をリリースし、1984年に『クロッシング』をリリースした。後者のリリース前、1984年のツアーにおいて、ウォルコットが旧東ドイツにおける自動車事故で死亡した。これによりオレゴンは一時的に解散したが、1985年5月にニューヨークでのウォルコットのメモリアル・コンサートで再編成され、インドのパーカッション奏者トリロク・グルトゥが参加した（必要な場合は、彼に交代してほしいとのウォルコット自身の推薦によるもの）。1986年、グルトゥはオレゴンに加入した。バンドはツアーを再開し、メンバーとして5年間で3枚のアルバムをリリースした。
トリロク・グルトゥが脱退した後、グループはトリオとして活動を続け、その間に2枚のアルバムを発表した。1997年のアルバム『Northwest Passage』は、ほとんどの曲でドラマーのマーク・ウォーカーまたはトルコ系アルメニア人のパーカッション奏者アルト・トゥンチボヤズヤンをフィーチャーし、打楽器を含む音楽性への回帰を示した。その後、ウォーカーは正規メンバーとなっている。アンサンブルは1999年にロシアのモスクワを訪れ、モスクワ・ラジオ・チャイコフスキー交響楽団でレコーディングを行った。何年もの間、制作されてきたオーケストラ作品の初演で、初期のウィンター・コンソート時代のものもあった。そのプロジェクトによる2000年リリースのアルバム『In Moscow』は、グラミー賞の4部門にノミネートされた。2002年には、サンフランシスコ録音のアルバム『ライヴ・アット・ヨシズ』がリリースされた。これは、20年で初となるオレゴンのライブ・レコーディングである。
2015年3月、グレン・ムーアがグループを脱退すると発表され、ベーシストのパオリーノ・ダッラ・ポルタが交代で加入した。
2019年の時点で、オレゴンはツアー・アンサンブルとして存在する予定はない。

## ディスコグラフィ

### アルバム
- 『北の星』 - Music of Another Present Era (1972年、Vanguard)
- 『遥かなる丘』 - Distant Hills (1973年、Vanguard)
- 『冬の陽』 - Winter Light (1974年、Vanguard)
- 『オレゴン・イン・コンサート』 - In Concert (1975年、Vanguard)
- 『オレゴン & エルヴィン・ジョーンズ』 - Together (1976年、Vanguard) ※with エルヴィン・ジョーンズ
- 『フレンズ』 - Friends (1977年、Vanguard)
- 『アウト・オブ・ザ・ウッズ - 森の中から』 - Out of the Woods (1978年、Elektra)
- 『ヴァイオリン』 - Violin (1978年、Universe) ※with ズビグニェフ・セイフェルト
- 『ムーン・アンド・マインド』 - Moon and Mind (1979年、Vanguard)
- 『ルーツ・イン・ザ・スカイ - 空の彼方に』 - Roots in the Sky (1979年、Elektra)
- 『イン・パフォーマンス』 - In Performance (1980年、Elektra)
- 『アワ・ファースト・レコード』 - Our First Record (1980年、Vanguard) ※1970年録音
- 『オレゴン』 - Oregon (1983年、ECM)
- 『クロッシング』 - Crossing (1984年、ECM)
- 『エコトピア』 - Ecotopia (1987年、ECM)
- 『45th PARALLEL』 - 45th Parallel (1989年、CBS/Portrait)
- Always, Never and Forever (1991年、Intuition)
- Troika (1993年、Intuition)
- 『ビヨンド・ワーズ』 - Beyond Words (1995年、Chesky)
- Northwest Passage (1997年、Intuition)
- Music for a Midsummer Night's Dream (The Oregon Trio) (1998年、Intuition)
- In Moscow (2000年、Intuition) ※with モスクワ・ラジオ・チャイコフスキー交響楽団
- 『ライヴ・アット・ヨシズ』 - Live at Yoshi's (2002年、Intuition)
- Prime (2005年、Cam Jazz)
- The Glide (1 track, new version on iTunes) (2005年、Cam Jazz)
- 1000 Kilometers (2007年、Cam Jazz)
- In Stride (2010年、Cam Jazz)
- Family Tree (2012年、Cam Jazz)
- Lantern (2017年、Cam Jazz)